# 静岡県道52号沼津停車場線
静岡県道52号沼津停車場線（しずおかけんどう52ごう ぬまづていしゃじょうせん）は、静岡県沼津市を通る県道（主要地方道）である。

## 概要
静岡県沼津市のJR東海東海道本線・御殿場線沼津駅駅前と沼津市大手町静岡県道380号富士清水線の交点を結ぶ道路で、かつて伊豆箱根鉄道軌道線が走っていた。
沼津駅南口で賑わう場所として「沼津仲見世商店街」が挙げられるが、沼津停車場線の西側に位置する。
沼津夏祭りの時は、通行止めになり、多くの人で賑わう。

### 路線データ
- 陸上距離 : 0.3 km
- 起点 : 沼津市大手町（沼津駅南口交差点（JR東海東海道本線・御殿場線 沼津駅前）、静岡県道162号沼津停車場東沢田線起点）
- 終点 : 沼津市大手町（大手町交差点、静岡県道159号沼津港線終点、静岡県道380号富士清水線交点）

## 歴史
- 1993年（平成5年）5月11日 - 建設省から、県道沼津停車場線が沼津停車場線として主要地方道に指定される[1]。

## 地理

### 通過する自治体
- 沼津市

### 交差する道路
| 交差する道路                                  | 交差する場所 | 交差する場所            |
| --------------------------------------------- | ------------ | ----------------------- |
| 静岡県道162号沼津停車場東沢田線               | 大手町       | 沼津駅南口交差点 / 起点 |
| 静岡県道159号沼津港線 静岡県道380号富士清水線 | 大手町       | 大手町交差点 / 終点     |

### 沿線
- JR東海東海道本線・御殿場線 沼津駅